# Liga Malaysia XI
La Liga Malaysia XI (nota anche come Malaysia XI) è la selezione calcistica che rappresenta il campionato malaysiano in alcuni incontri di esibizione. Le partite giocate dalla squadra non godono dei crismi d'ufficialità della FIFA, al contrario di quelle disputate dalla Nazionale malaysiana.

## Storia
La Liga Malaysia XI è costituita da calciatori militanti nel massimo campionato malaysiano. Molti di questi fanno parte della Nazionale locale. Solitamente, l'avversario scelto è una squadra di club, la maggior parte delle volte proveniente dall'Inghilterra.
Solitamente, la selezione è guidata dal commissario tecnico della Nazionale malaysiana. Dalla sua costituzione, la Liga Malaysia XI ha raccolto una vittoria e tre pareggi, venendo sconfitta in tutti gli altri match.

## Partite e risultati
| Data           | Luogo                                                   | Allenatore           | Avversario        | Risultato                              | Marcatori                                                       | Refs                       |
| -------------- | ------------------------------------------------------- | -------------------- | ----------------- | -------------------------------------- | --------------------------------------------------------------- | -------------------------- |
| 26 Maggio 1962 | Merdeka Stadium                                         | Harun Haji Idris     | British Army      | 4–3 (V)                                |                                                                 |                            |
| 8 Maggio 1974  | Perak Stadium                                           | Jalil Che Din        | Everton           | 0–1 (P)                                |                                                                 |                            |
| 13 Maggio 1975 | Merdeka Stadium                                         | M. Chandran          | Arsenal           | 2–0 (V)                                | Mokhtar ?’, ?’                                                  |                            |
| 15 maggio 1975 | City Stadium, Penang                                    | M. Chandran          | Arsenal           | 1–1 (D)                                | Isa ?’                                                          |                            |
| 31 luglio 1982 | Merdeka Stadium                                         | M. Chandran          | Nottingham Forest | 0–3 (P)                                |                                                                 |                            |
| 18 maggio 1983 | Merdeka Stadium                                         | Frank Lord           | Newcastle United  | 2–5 (P)                                | Zainal ?’ Chen Wooi Haw ?’                                      |                            |
| 20 Maggio 1983 | Darulmakmur Stadium                                     | Frank Lord           | Newcastle United  | 0–1 (P)                                |                                                                 |                            |
| 11 Agosto 1989 | Merdeka Stadium                                         | Trevor Hartley       | Everton           | 0–0 (D) (Persa 2–4 ai calci di rigore) |                                                                 |                            |
| 20 Maggio 1991 | Merdeka Stadium                                         | Rahim Abdullah       | Aston Villa       | 0–4 (P)                                |                                                                 |                            |
| 7 Maggio 1995  | Shah Alam Stadium                                       | Claude Le Roy        | Flamengo XI       | 1–1 (D)                                | Badrul ?’                                                       | [ 1 ] [ 2 ]                |
| 19 luglio 1999 | National Stadium, Bukit Jalil                           | Abdul Rahman Ibrahim | Arsenal           | 0–2 (P)                                |                                                                 |                            |
| 23 Luglio 2001 | National Stadium, Bukit Jalil                           | Allan Harris         | Manchester United | 0–6 (P)                                |                                                                 |                            |
| 17 luglio 2004 | National Stadium, Bukit Jalil                           | Allan Harris         | Norwich City      | 0–1 (P)                                |                                                                 | [ 3 ]                      |
| 29 luglio 2008 | Shah Alam Stadium                                       | B. Sathianathan      | Chelsea           | 0–2 (P)                                |                                                                 | [ 4 ]                      |
| 18 luglio 2009 | National Stadium, Bukit Jalil                           | K. Rajagopal         | Manchester United | 2–3 (P)                                | Amri 45’, 52’                                                   | [ 5 ] [ 6 ] [ 7 ]          |
| 20 July 2009   | National Stadium, Bukit Jalil                           | K. Rajagopal         | Manchester United | 0–2 (P)                                |                                                                 | [ 8 ] [ 9 ]                |
| 13 luglio 2011 | National Stadium, Bukit Jalil                           | K. Rajagopal         | Arsenal           | 0–4 (P)                                |                                                                 | [ 10 ] [ 11 ] [ 12 ]       |
| 16 luglio 2011 | National Stadium, Bukit Jalil                           | K. Rajagopal         | Liverpool         | 3–6 (P)                                | Safiq 44’ Safee 79’, 82’                                        | [ 13 ] [ 14 ] [ 15 ]       |
| 21 luglio 2011 | National Stadium, Bukit Jalil                           | Ong Kim Swee         | Chelsea           | 0–1 (P)                                |                                                                 | [ 4 ] [ 16 ] [ 17 ]        |
| 24 luglio 2012 | National Stadium, Bukit Jalil                           | K. Rajagopal         | Arsenal           | 1–2 (P)                                | Azmi 45+2’                                                      | [ 18 ] [ 19 ] [ 20 ]       |
| 27 luglio 2012 | Gelora Bung Karno Stadium, Jakarta                      | Ong Kim Swee         | Template:Fbu      | 6–0 (V)                                | Hazwan 11’ Kubala 13’ (pen.) Azrif 31’ Amri 34’, 36’ Shukor 62’ | [ 21 ] [ 22 ]              |
| 30 luglio 2012 | National Stadium, Bukit Jalil                           | K. Rajagopal         | Manchester City   | 1–3 (P)                                | Azamuddin 87’                                                   | [ 23 ] [ 24 ]              |
| 16 luglio 2013 | National Stadium, Bukit Jalil                           | K. Rajagopal         | Chonburi          | 0–0 (D)                                |                                                                 | [ 25 ] [ 26 ]              |
| 21 luglio 2013 | Shah Alam Stadium                                       | K. Rajagopal         | Chelsea           | 1–4 (P)                                | Fadhli 90+1’                                                    | [ 4 ] [ 27 ] [ 28 ] [ 29 ] |
| 25 luglio 2013 | Miho Ground, Shimizu, Shizuoka                          | K. Rajagopal         | Shimizu S-Pulse   | 0–2 (P)                                |                                                                 | [ 30 ]                     |
| 27 luglio 2013 | Banyu Artificial Turf Soccer Field, Hiratsuka, Kanagawa | K. Rajagopal         | Shonan Bellmare   | 0–5 (P)                                |                                                                 | [ 31 ] [ 32 ]              |
| 31 luglio 2013 | Tama City Athletic Stadium, Tama, Tokyo                 | K. Rajagopal         | Tokyo Verdy       | 0–5 (P)                                |                                                                 | [ 33 ] [ 34 ]              |
| 10 Agosto 2013 | Shah Alam Stadium                                       | K. Rajagopal         | Barcelona         | 1–3 (P)                                | Amri 39’                                                        | [ 35 ] [ 36 ] [ 37 ]       |
| 27 Maggio 2015 | Shah Alam Stadium                                       | Dollah Salleh        | Tottenham Hotspur | 1–2 (P)                                | Thiago Junio 31’                                                | [ 38 ] [ 39 ] [ 40 ]       |
| 24 luglio 2015 | National Stadium, Bukit Jalil                           | Dollah Salleh        | Liverpool         | 1–1 (D)                                | Patrick Wleh 13’                                                | [ 41 ] [ 42 ] [ 43 ]       |